# Шеліф
Шеліф (араб. وادي الشلف Wadi ash-Shalif) — найважливіша річка в Алжирі, а також найдовша у країні. Вона бере початок в Сахарському Атласі біля міста Афлу, протікає через Тель-Атлас і впадає в Середземне море на північ від міста Мостаганема. Рівень води в річці часто коливається. Річка використовується для зрошення (в основному в нижній течії).
Річка раніше називалася Мекерра і річка Сіг.
На річці стоять міста Хеміс-Мільяна, Айн-Дефля, Шлеф.

## Етимологія
Назва була взята від Chenaleph, імені берберського походження (Icc yilef = захист кабана, що стосується кривизни річки в обхід Уарсенісу), яку тоді використовували римляни. Він дав свою назву місту Шлеф (раніше його називали Ель Аснам, Орлеансвілль або Castellum Tingitanum) після його 80 % руйнування в результаті землетрусу у 1980 році.

## Географія
Довжина Шеліф становить близько 733 км.